# Jean-Noël Ferrié
 (juillet 2020).
Jean-Noël Ferrié, né le 16 janvier 1959 à Marseille, politologue et sociologue, est directeur de recherche au Centre national de la recherche scientifique à l’UMR PACTE (CNRS – France). Il est directeur de Sciences-Po Rabat et du Laboratoire d’études politiques et de sciences humaines et sociales à l’université internationale de Rabat. Il codirige aussi le Laboratoire international associé du CNRS : « Inégalités, développement et équilibres politiques » (LIA IDE). 

## Études
- 1993 : Doctorat en science politique, Institut d'études politiques d'Aix-en-Provence
- 1988 : Diplôme d'études approfondies (DEA) en anthropologie, Aix-en-Provence
- 1987 : Diplôme d'études approfondies (DEA) en science politique, Institut d'études politiques d'Aix-en-Provence/Institut de recherches et d'études sur le monde arabe et musulman.

## Domaines de recherche
Ses travaux portent sur l’autoritarisme, le religieux et, plus récemment, sur l’ajustement des politiques publiques aux équilibres politiques.

## Carrière académique
Jean-Noël Ferrié a été directeur-adjoint du Centre Jacques-Berque à Rabat (2010-2014), membre du laboratoire PACTE à l’Institut d'études politiques de Grenoble (2007-2010), attaché de coopération près l’Ambassade de France à Kaboul (2006-2007), chercheur contractuel du ministère des Affaires étrangères au CEDEJ au Caire (2001-2006), rédacteur en chef de l’Annuaire de l’Afrique du Nord à l’Institut de recherches et d’études sur le monde arabe et musulman (IREMAM, CNRS) (1998-2002), chercheur contractuel du ministère des Affaires étrangères au Centre d’études juridiques, économiques et sociales (CEDEJ) au Caire (1994-1997), après y avoir séjourné comme lauréat de la Bourse Michel-Seurat du CNRS (1993-1994). Par ailleurs, il a enseigné à la filière francophone de science politique de l’université du Caire (2001-2006) et été professeur invité à l’université Saint-Joseph de Beyrouth (2001-2004).

## Principales publications
Jean-Noël Ferrié a publié ou dirigé plusieurs ouvrages, dont :
- Jean-Noël Ferrié, Le Régime de la civilité. Public et réislamisation en Égypte, Paris, CNRS-Éditions, 2004, 181 p. (ISBN 978-2-271-06215-4)[4].

- La Religion de la vie quotidienne chez des Marocains musulmans. Rites, règles et routine, Paris, Khartala, 2004, 242 p. (ISBN 978-2-84586-565-5)[5].

- Jean-Noël Ferrié, J.-C. Santucci, Dispositifs démocratiques et dispositifs autoritaires en Afrique du Nord, Paris, CNRS-Éditions, 2006, 196 p. (ISBN 2-271-06393-0)[6]

- Jean-Noël Ferrié, B. Dupret, Médias, Guerres et Identité. Les Pratiques communicationnelles de l’appartenance politique, ethnique et religieuse dans le monde arabe, Paris, EAC, 2008, 256 p. (ISBN 978-2-914610-64-3 et 2-914610-64-5, lire en ligne)[7].

- Jean-Noël Ferrié et Baudouin Dupret, Délibérer sous la coupole. L’Activité parlementaire dans les régimes autoritaire, Louvain, Presses de l’IFPO

- Jean-Noël Ferrié, L’Egypte entre démocratie et islamisme. Le système Moubarak à l’heure de la succession, Paris, Autrement, 2008[8].

- A. Boutaleb, B. Dupret, Z. Rhani, Le Maroc au présent, Casablanca, Fondation du roi Abdelaziz pour les sciences humaines et sociales, 2015[9].

## Sources
- Jean-Noël Ferrié, directeur de recherche au CNRS, analyse l'évolution politique en Égypte[10]
- "En Égypte, tout va se jouer dans les mois qui viennent"[11]
- Le Laboratoire d’études politiques et de sciences humaines et sociales (LEPOSH)[12]
- Publications de Jean-Noël Ferrié[13]
- Ferrié Jean-Noël[14]
- Jean-Noël Ferrié-CNRS - France [15]
- Maroc: faut-il s'inquiéter de la montée des islamistes?[16]
- Jean-Noël Ferrié :  « La Constitution marocaine va exercer une pression dans la région »[17]
- La Monarchie marocaine sous Mohammed VI : Changement et Continuité[18]